# 阿野郡
- 令制国一覧 > 南海道 > 讃岐国 > 阿野郡
- 日本 > 四国地方 > 香川県 > 阿野郡

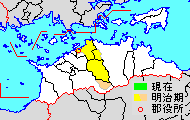
香川県阿野郡の範囲（薄黄：後に他郡に編入された地域）

阿野郡（あやぐん）は、香川県（讃岐国）にあった郡。綾郡、安益郡、阿夜郡ともいう。

## 郡域
1878年（明治11年）に行政区画として発足した当時の郡域は、現在の行政区画では概ね以下の区域に相当する。
- 高松市（国分寺町各町）
- 坂出市（島嶼部、公有水面埋立地および川津町を除く）
- 綾歌郡綾川町
- 仲多度郡まんのう町（川東）

まんのう町川東は後に鵜足郡に編入されている。

## 歴史

### 古代
阿野郡には国府と国分寺が置かれた。阿野群大領には讃岐綾氏が代々世襲し、延暦14年（795年）には綾 菅麻呂が任命されている。

#### 郷
『和名類聚抄』に記される郡内の郷。
- 山本郷（西庄郷）
- 松山郷
- 林田郷
- 鴨部郷
- 氏部郷
- 甲知郷（府中郷）
- 新居郷
- 羽床郷
- 山田郷

#### 式内社
『延喜式』神名帳に記される郡内の式内社。
| 神名帳                     | 神名帳     | 神名帳 | 神名帳         | 比定社             | 比定社             | 比定社 | 集成 |
| 社名                       | 読み       | 格     | 付記           | 社名               | 所在地             | 備考   | 集成 |
| -------------------------- | ---------- | ------ | -------------- | ------------------ | ------------------ | ------ | ---- |
| 阿野郡 3座（大1座・小2座） |            |        |                |                    |                    |        |      |
| 鴨神社                     | カモノ     | 小     |                | （論）東鴨神社     | 香川県坂出市加茂町 |        |      |
| 鴨神社                     | カモノ     | 小     | （論）西鴨神社 | 香川県坂出市加茂町 |                    |        |      |
| 神谷神社                   | カムタニノ | 小     |                | 神谷神社           | 香川県坂出市神谷町 |        |      |
| 城山神社                   | キヤマノ   | 名神大 |                | 城山神社           | 香川県坂出市府中町 |        |      |
| 凡例を表示                 |            |        |                |                    |                    |        |      |

### 中世から近世
中世以降は綾南条郡と綾北条郡に分割され、近世には阿野南郡と阿野北郡に改称された。

### 近代
- 明治初年時点では全域が高松藩領であった。「旧高旧領取調帳」に記載されている明治初年時点に存在した村は以下の通り。●は村内に寺社領が存在。（36村）

新居村、●国分村、府中村、新名村、●柏原村、福家村、畑田村、陶村、萱原村、●滝宮村、北村、小野村、羽床下村、羽床上村、牛川村、山田下村、山田上村、東分村、西分村、千疋村、枌所東村、川東村、鴨村、氏部村、神谷村、高屋村、●青海村、乃生村、木沢村、●林田村、西庄村、江尻村、福江村、坂出村、御供所村、枌所西村
- 1868年（慶応4年）
  - 8月5日 - 高知藩預地となっていた旧幕府朱印地寺社領が高松藩に移管。
- 1871年（明治4年）
  - 8月29日 - 廃藩置県により高松県の管轄となる。
  - 11月15日 - 第1次府県統合により香川県（第1次）の管轄となる。
- 1873年（明治6年）2月20日 - 名東県の管轄となる。
- 1875年（明治8年）9月5日 - 香川県（第2次）の管轄となる。
- 1876年（明治9年）8月21日 - 第2次府県統合により愛媛県の管轄となる。
- 1878年（明治11年）12月16日 - 郡区町村編制法の愛媛県での施行により、行政区画としての阿野郡が発足。「阿野鵜足郡役所」が坂出村に設置され、鵜足郡とともに管轄。
- 1888年（明治21年）
  - 12月3日 - 香川県（第3次）の管轄となる。
  - 御供所村が坂出村に合併。（35村）

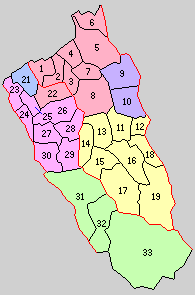
1.坂出町 2.金山村 3.西庄村 4.林田村 5.松山村 6.王越村 7.加茂村 8.府中村 9.端岡村 10.山内村 11.陶村 12.畑田村 13.滝宮村 14.羽庄村 15.羽庄上村 16.山田村 17.西分村 18.千疋村 19.枌所村（紫：高松市 赤：坂出市 黄：綾歌郡綾川町。21 - 33は鵜足郡）

- 1890年（明治23年）2月15日 - 町村制の香川県での施行により以下の町村が発足。川東村は鵜足郡美合村（現仲多度郡まんのう町）の合併に参加して郡より離脱。（1町18村）
  - 坂出町（坂出村が単独町制。現・坂出市）
  - 金山村 ← 福江村、江尻村（現・坂出市）
  - 西庄村、林田村（それぞれ単独村制。現・坂出市）
  - 松山村 ← 高屋村、青海村、神谷村（現・坂出市）
  - 王越村 ← 乃生村、木沢村（現・坂出市）
  - 加茂村 ← 鴨村、氏部村（現・坂出市）
  - 府中村（単独村制。現・坂出市）
  - 端岡村 ← 国分村、新居村（現・高松市）
  - 山内村 ← 福家村、新名村、柏原村（現・高松市）
  - 陶村（単独村制。現・綾歌郡綾川町）
  - 畑田村（単独村制。現・綾歌郡綾川町）
  - 滝宮村 ← 滝宮村、北村、萱原村（現・綾歌郡綾川町）
  - 羽床村 ← 羽床下村、小野村（現・綾歌郡綾川町）
  - 羽床上村 ← 羽床上村、牛川村（現・綾歌郡綾川町）
  - 山田村 ← 山田上村、山田下村、東分村（現・綾歌郡綾川町）
  - 西分村、千疋村（それぞれ単独村制。現・綾歌郡綾川町）
  - 枌所村 ← 枌所東村、枌所西村（現・綾歌郡綾川町）
- 1899年（明治32年）4月1日 - 郡制の施行により阿野郡・鵜足郡の区域をもって綾歌郡が発足。同日阿野郡廃止。

## 行政
愛媛県阿野・鵜足郡長
| 代 | 氏名 | 就任年月日                 | 退任年月日                | 備考         |
| -- | ---- | -------------------------- | ------------------------- | ------------ |
| 1  |      | 明治11年（1878年）12月16日 |                           |              |
|    |      |                            | 明治21年（1888年）12月2日 | 香川県に移管 |

香川県阿野・鵜足郡長
| 代 | 氏名 | 就任年月日                | 退任年月日                | 備考                           |
| -- | ---- | ------------------------- | ------------------------- | ------------------------------ |
| 1  |      | 明治21年（1888年）12月3日 |                           |                                |
|    |      |                           | 明治32年（1899年）3月31日 | 鵜足郡との合併により阿野郡廃止 |